# Happier Than Ever (노래)
〈Happier Than Ever〉는 미국의 가수 빌리 아일리시의 노래이다. 두 번째 정규 앨범 《Happier Than Ever》의 싱글이다. 빌보드 핫 100 11위까지 올랐으며, 미국 음반 산업 협회(RIAA) 인증 골드 등급을 받은 곡이다. 제64회(2022) 그래미상 올해의 레코드·노래상 후보곡이다.

## 인증
| 국가                                                             | 인증     | 판매량/출하량 |
| ---------------------------------------------------------------- | -------- | ------------- |
| 오스트레일리아 (ARIA)                                            | 골드     | 35,000        |
| 이탈리아 (FIMI)                                                  | 골드     | 35,000        |
| 뉴질랜드 (RMNZ)                                                  | 플래티넘 | 30,000        |
| 포르투갈 (AFP)                                                   | 플래티넘 | 10,000        |
| 스페인 (PROMUSICAE)                                              | 골드     | 20,000        |
| 영국 (BPI)                                                       | 골드     | 400,000       |
| Streaming                                                        |          |               |
| 그리스 (IFPI 그리스)                                             | 골드     | 1,000,000     |
| 판매량+스트리밍을 기반으로 한 인증 · 스트리밍을 기반으로 한 인증 |          |               |